# 陽明網球中心
陽明網球中心（英語名稱：Yang-Ming Tennis Center）位於台灣高雄市三民區，是國內第一座可供辦理國際性網球比賽的標準場地，屬於硬地球場。總面積三萬平方公尺，擁有中央主球場一座、第二球場一座與十一面外圍場地，用以舉辦國際性及全國性網球賽事。
陽明網球中心曾委由中華民國網球協會經營管理（2014年7月1日至2017年6月30日），目前由高雄市政府運動發展局接管。
為因應辦理國內外重要網球賽事，陽明網球中心近期重新檢討全區使用定位及營運方向，透過前瞻基礎建設計畫城鄉建設之「營造休閒運動環境計畫」補助先行完善中央球場，包含球場地坪與觀眾椅更新、看臺地坪防水、無障礙設施及商業空間改善，該工程已於2022年3月完工、預計6月啟用。高雄市政府並規劃與未來即將新建之三民運動中心整合，增設室內網球場等設施以兼具培訓、體魄健身及運動休閒等功能。

## 場地設施
中央主球場開放式三層建築，現代化看台區、廣播室、轉播台、選手休息區等，球場長寬80m×66m，觀眾容量約4300位。
第二球場開放式看台設計，建築物長寬40m×14m，觀眾容量約623位。
外圍場地十一面標準比賽場地，長寬22.77m×10.97m，附屬通信、圍網、簡易休息區。

## 承辦職業賽事
2001年
- 3月12日－3月18日：中華國際職業女網賽（總獎金一萬美元，單打冠軍謝淑薇、單打亞軍莊佳容）
- 4月9日－4月14日：聯邦盃亞大區第一、二級賽事（中華隊於第一級冠軍戰敗給印尼，無緣世界二組升降賽）
- 7月2日－7月8日：高雄職業女網賽（總獎金一萬美元，單打冠軍翁子婷）
- 7月30日－8月12日：高雄男子職業未來賽兩站（總獎金一萬五千美元，第二站單打亞軍王宇佐）

2003年
- 9月19日－9月21日：台維斯盃亞大區第二級決賽（中華隊4：1擊敗香港，晉級亞大區第一級）
- 11月24日－11月30日：春風盃國際男子職業網球未來賽（總獎金一萬五千美元，單打冠軍王宇佐）

2004年
- 2月6日－2月8日：台維斯盃亞大區第一級第一輪（中華隊1：4不敵烏茲別克）
- 4月9日－4月11日：台維斯盃亞大區第一級保級附加賽第一輪（中華隊5：0擊敗巴基斯坦保住資格）

2006年
- 11月13日－11月19日：格蘭杯台灣女子網球公開賽（總獎金七萬五千美元，單打冠軍詹詠然、單打亞軍謝淑薇、雙打冠軍詹詠然／莊佳容）

2007年
- 11月12日－11月18日：ATP台灣男子職業網球挑戰賽（總獎金五萬美元，單打冠軍盧彥勳）

2008年
- 2月8日－2月10日：台維斯盃亞大區第一級第一輪（中華隊1：4不敵澳洲）

2009年
- 3月6日－3月8日：台維斯盃亞大區第一級第二輪（中華隊2：3不敵印度）

2010年
- 7月9日－7月11日：台維斯盃亞大區第一級保級附加賽第一輪（中華隊4：1擊敗菲律賓保住資格）

2012年
- 4月6日－4月8日：台維斯盃亞大區第一級保級附加賽第一輪（中華2：3不敵中國）
- 4月9日－4月22日：台塑盃國際男子職業網球錦標賽兩站（總獎金一萬五千美元）
- 4月23日－4月29日：高雄海碩國際男子網球挑戰賽（總獎金十二萬五千美元加住宿）

2016年
- 2月6日－2月14日：WTA臺灣公開賽（總獎金五十萬美元加住宿，為臺灣史上最高等級賽事）

2010-2018年
- 9月底－10月中： 馬玉山盃[4]國際青少年網球錦標賽G5

## 外部連結
- 高雄市政府體育發展局簡介 （页面存档备份，存于）
- 全國運動場館資訊網簡介 （页面存档备份，存于）